# Presidente del Governo di Spagna
Il presidente del Governo (in spagnolo presidente del Gobierno) è il capo del governo della Spagna.
La carica, originariamente denominata "Presidente del consiglio dei ministri" (in spagnolo presidente del Consejo de Ministros), assunse il nome attuale nel 1938. Il re di Spagna propone un candidato per la Presidenza del Governo, che deve poi essere eletto dal Congresso dei deputati, la camera bassa delle Corti Generali (il Parlamento spagnolo) e infine nominato dal re, di fronte al quale presta giuramento, entrando così in carica.
Secondo la Costituzione della Spagna, il presidente dirige l'azione del Governo e coordina l'operato dei suoi membri. L'attuale titolare della carica è, a partire dal 2 giugno 2018, Pedro Sánchez, leader del PSOE.

## Accesso alla carica

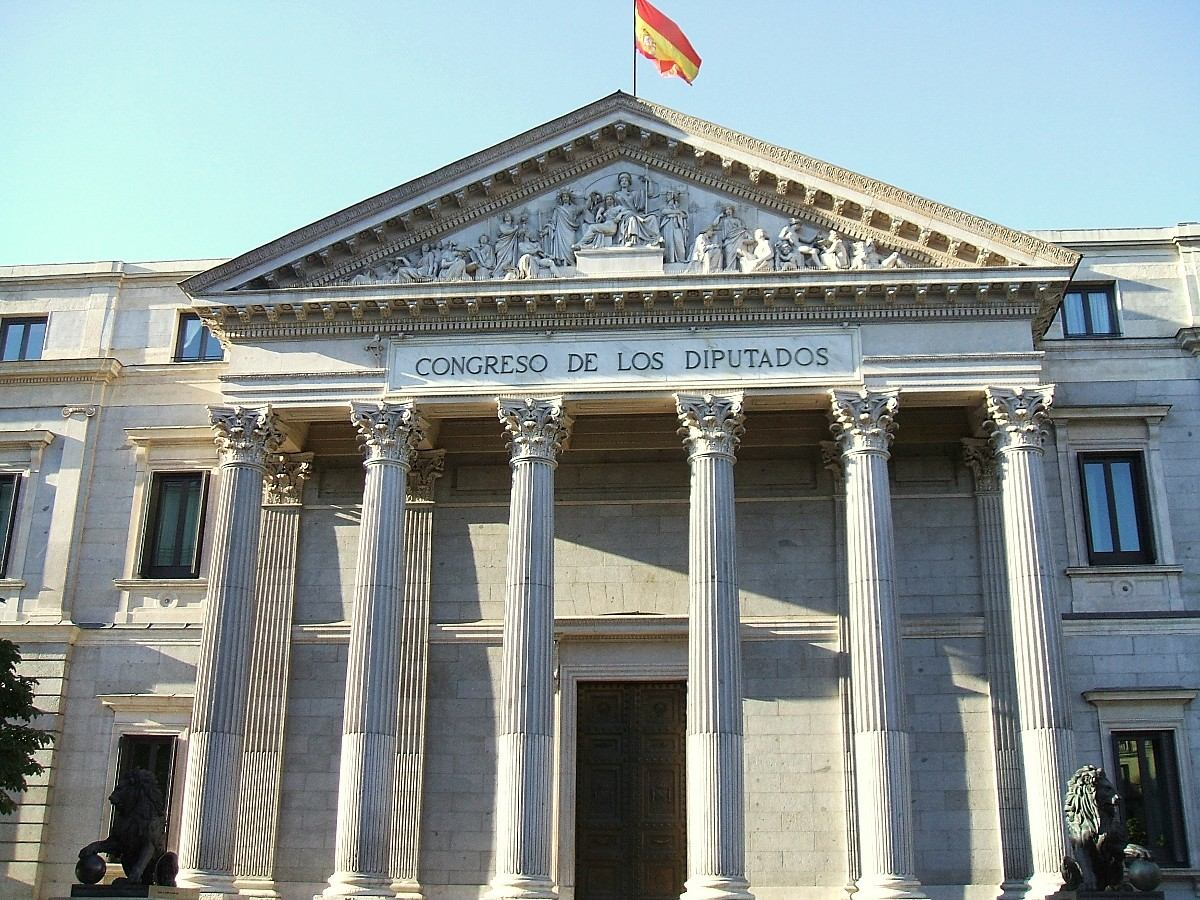
Palazzo delle Corti, sede del Congresso

Svolte le consultazioni politiche utili a comprendere quale maggioranza esista in parlamento pronta a sostenere un governo, il re forma il governo stesso nominandone anzitutto il presidente. La prassi prevede che il presidente dovrebbe essere il leader del partito di maggioranza o il leader della coalizione di maggioranza, ma non vi è alcuna disposizione di legge che lo richieda.
Il presidente nominato si presenta davanti alla camera bassa del parlamento spagnolo, il Congresso dei Deputati, esponendo il programma del nuovo governo e chiedendo sulla base del programma stesso la fiducia dell'assemblea. Se il Congresso dei deputati accorda al presidente del governo la fiducia alla maggioranza assoluta il governo entra formalmente in carica. Se la maggioranza assoluta non viene raggiunta, la stessa proposta di fiducia può essere sottoposta ad una nuova votazione 48 ore dopo la precedente. In questo caso non è necessaria la maggioranza assoluta, ma è sufficiente quella semplice. Se il presidente nominato non ottiene la fiducia nemmeno alla maggioranza semplice, egli è deposto e il re deve proporre un altro candidato dopo aver svolto consultazioni con i gruppi politici e aver nominato un nuovo presidente del governo. Se entro due mesi dalla prima votazione di fiducia nessun candidato ottiene il sostegno del Congresso dei deputati, vengono convocate nuove elezioni. Non è mai necessaria la fiducia della camera alta del parlamento spagnolo, il Senato di Spagna.
Gli altri membri del governo sono nominati e destituiti dal re su proposta del presidente. Né il Congresso né il Senato hanno la possibilità di porre il veto in qualche modo sulla nomina di nuovi ministri.

## Giuramento

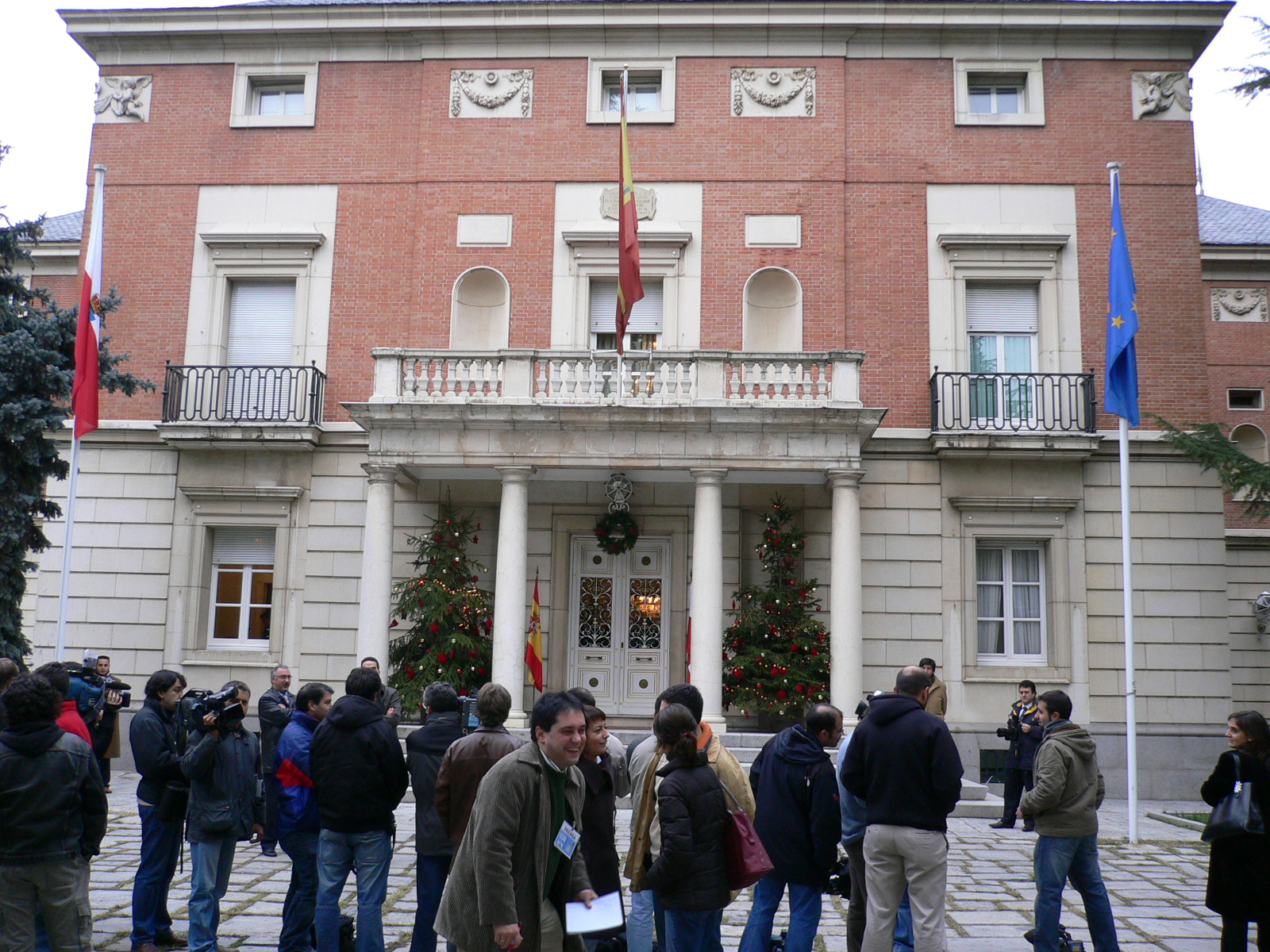
Palazzo della Moncloa, residenza ufficiale del presidente

Il giuramento si svolge nella sala delle udienze del Palazzo della Zarzuela alla presenza del re, della sua consorte, del "maggior notaio del Regno" (il ministro della giustizia), del presidente del Consiglio generale del potere giudiziario, del presidente del Congresso dei deputati, del presidente del Senato e del presidente del Governo uscente.
Il presidente eletto pronuncia il seguente giuramento su una copia aperta della Costituzione e, qualora lo desiderasse, su una copia della Bibbia e un crocifisso:

## Mozione di sfiducia e voto di fiducia
Il presidente, dietro deliberazione del Consiglio dei Ministri, può chiedere al Congresso dei deputati la questione di fiducia sul suo programma o su una dichiarazione di politica generale. Il Congresso dei deputati può accordare la fiducia a maggioranza semplice.
Il Congresso può rimuovere in qualsiasi momento il presidente e il suo governo attraverso una mozione di sfiducia costruttiva, che per essere valida richiede però la maggioranza assoluta del Congresso.